# Pierre-Simon Ballanche
Pierre-Simon Ballanche (Lyon, 4 de agosto de 1776 – Paris 12 de junho de 1847) foi um escritor e filósofo contrarrevolucionário francês que elaborou uma teologia da evolução que teve uma influência considerável nos círculos literários franceses do início do século XIX.
O espectáculo de execução em Lyon de 700 pessoas após a fracassada revolta realista de 1793 deixou-o com uma impressão profunda na sua concepção pessimista da vida. Trabalhou como um impressor durante alguns anos e em 1802 publicou a sua primeira obra Du sentiment considéré dans son rapport avec la littérature, uma adaptação da Genie du christianisme de Chateaubriand.
A sua principal obra, que nunca terminou, foi Essais de palingénésie, onde tentou narrar em forma poética e filosófica o passado, presente ou futuro da História. Ballanche declarou que a origem da sociedade estava diretamente relacionada com a origem da linguagem, e esta era uma revelação direta de Deus e a humanidade tinha que passar por três fases: a queda da perfeição, o período de prova e o renascimento final ou retorno da perfeição.